# Liste der Monuments historiques in Saulxerotte
Die Liste der Monuments historiques in Saulxerotte führt die Monuments historiques in der französischen Gemeinde Saulxerotte auf.

## Liste der Objekte
| Bezeichnung                                       | Beschreibung                                                  | Standort                        | Kennzeichnung | Schutzstatus | Datum | Bild |
| ------------------------------------------------- | ------------------------------------------------------------- | ------------------------------- | ------------- | ------------ | ----- | ---- |
| Reliquienbüste des heiligen Ammon                 | Holz, farbig gefasst und vergoldet, Ende des 19. Jahrhunderts | in der Kirche St-Maurice (Lage) | PM54002080    | Inscrit      | 2015  |      |
| Zwei Skulpturen: Heilige Klara und heiliger Ammon | Keramik, 1770                                                 | in der Mairie (Lage)            | PM54002079    | Inscrit      | 2015  |      |